# MacColl Island
MacColl Island – niezamieszkana wyspa w Archipelagu Arktycznym, w regionie Qikiqtaaluk, na terytorium Nunavut, w Kanadzie. Znajduje się u zbiegu Cieśniny Hudsona i Morza Labradorskiego. Sąsiaduje m.in. z Observation Island, Lawson Island, Erhardt Island, Leading Island, Holdridge Island i King Island.